# Javier Gutiérrez (aktor)
Javier Gutiérrez (ur. 17 stycznia 1971 w Luanco w Asturii) – hiszpański aktor filmowy. Dwukrotny laureat Nagrody Goya dla najlepszego aktora za role w filmach Stare grzechy mają długie cienie (2014) Alberta Rodrígueza i Autor (2017) Manuela Martína Cuenki. Za pierwszą z tych kreacji zdobył również Srebrną Muszlę dla najlepszego aktora na MFF w San Sebastián. Nominowany do Nagrody Goya dla najlepszego aktora drugoplanowego za rolę w filmie Drzewko oliwne (2016) Icíar Bollaín.